# 부평기적의도서관
부평기적의도서관(富平奇跡의圖書館)은 인천광역시 부평구 길주남로 166 (부개3동)에 위치한 어린이 전문 도서관이다. 관장은 이희수이다. 2003년 8월에 문화방송 느낌표에서 어린이 대상의 기적의 도서관 시행 지역으로 선정되어, 2006년 3월 10일에 개관하였다. 점자도서를 포함하여 약 40,000권의 장서를 소장하고 있다. 현재 (재)부평구문화재단이 운영하고 있다.

## 도서관 이용안내 및 휴관일
- 이용시간 : 09:00~18:00 (화,수,금,토,일) / 09:00~20:00 (목)
- 휴관일 : 매주 월요일 및 국가공휴일

## 사진

1층
1층
2층 어른 서가 쪽에서 바라본 도서관
2층 서가